# Somali Stock Exchange

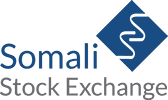
Logo

Die Somali Stock Exchange (SSE), auch bekannt als Somalia Stock Exchange, ist die 2011 von der SEF gegründete nationale Wertpapierbörse Somalias. Sie hat ihren Hauptsitz in Mogadischu und weitere Niederlassungen in Garowe und Hargeisa.

## Geschichte
Die Somali Stock Exchange (SSE) wurde vom Management des Somali Economic Forum (SEF) gegründet, dessen Hauptziel die Förderung ausländischer Direktinvestitionen (ADI) in Somalias wachsende Wirtschaft ist.
Die ersten Aktien wurden am 1. September 2015 in den Niederlassungen der Börse in Garowe, Mogadischu und Hargeisa verkauft. In der Vergangenheit wurden Aktien somalischer Unternehmen informell über enge Netzwerke gekauft und verkauft. Ökonomen haben jedoch festgestellt, dass in den letzten Jahren die Entstehung verschiedener Börsen in afrikanischen Staaten eine entscheidende Rolle für das Wirtschaftswachstum und das Wachstum des privaten Sektors gespielt hat.[1] Der erhebliche Kapitalbedarf somalischer Unternehmen, sowohl großer Firmen als auch kleiner und mittlerer Unternehmen, steigt täglich.[2] Jüngsten Zahlen zufolge nimmt der Kapitalzufluss nach Somalia zu und wird sowohl von der somalischen Diaspora als auch von Ausländern getragen.
Die SSE hat einen neuen Kapitalmarkt geschaffen, auf dem Käufer von Finanztiteln organisierter, formeller, sicherer und profitabler mit Verkäufern Geschäfte machen können.[3] Ziel war die Schaffung eines nachhaltigen Kapitalmarkts in Somalia, auf dem sich Inhaber von Finanztiteln wie Aktien, Anleihen und Käufer bzw. Investoren treffen und am langfristigen Wachstum teilhaben können.

## Mitgliedschaften
Sie ist Teil der:
- Sustainable Stock Exchanges Initiative[1]